# Ли Лин (прыгунья с шестом)
Ли Лин (кит. упр. 李玲, пиньинь Lǐ Líng, р.6 июля 1989) — китайская легкоатлетка, чемпионка Азии и Азиатских игр.

## Биография
Родилась в 1989 году в Пуяне провинции Хэнань. В 2008 году приняла участие в Олимпийских играх в Пекине, но существенных результатов не добилась. В 2009 году стала золотой медалисткой Азиатских игр в помещениях и серебряной призёркой Восточноазиатских игр. В 2010 году завоевала серебряную медаль Азиатских игр. В 2011 году заняла 2-е место на чемпионате Азии. В 2012 году завоевала золотую медаль чемпионата Азии по лёгкой атлетике в помещениях, но на Олимпийских играх в Лондоне стала лишь 30-й. В 2013 году выиграла чемпионат Азии. В 2014 году завоевала золотую медаль Азиатских игр.